# お笑い図鑑 ハマヌキ
『お笑い図鑑 ハマヌキ』（おわらいずかん ハマヌキ）は、2008年10月6日から2010年9月30日まで、テレビ神奈川（tvk）で毎週月曜から木曜の深夜に放送されていたお笑いオーディションバラエティ番組である。

## 概要
番組名の『ハマヌキ』とは「横浜で抜き出た」や「生え抜き」という意味が込められている。
番組開始当初のMCはカンカンが務めた。毎日VTRでお笑い芸人がネタを披露した。芸人一組の持ち時間は1分30秒程で、番組開始当初は2組の出演だったが、中期からは3組の出演となった。また、出張ライブと称したtvkハウジングなどでのイベントも度々行われた。
2010年4月からは「ハマヌキ一人旅」と題した島根さだよしによるロケ企画が行われた。

## 放送日時
- 2008年10月6日 - 2009年3月26日
毎週月曜から木曜 24:00 - 24:10（JST）
- 2009年3月30日 - 2010年4月1日
毎週月曜から木曜 24:30 - 24:40
- 2010年4月5日 - 2010年9月30日
毎週月曜から木曜 24:35 - 24:45

## 司会
- 島根さだよし
- 平野いえな（初代アシスタント、番組開始 - 2009年10月1日）
- 黒田有彩（二代目アシスタント、2009年10月5日 - 2010年4月1日）

## 出演芸人
- あしとみしんご
- アビリティーモンキー（解散）
- アルコ&ピース
- イマニヤスヒサ
- いまぶーむ
- イロモン
- インデペンデンスデイ
- We（解散）
- ヴェートーベン
- 宇宙兄弟
- ウメ
- エコギャング（解散）
- エーデルワイス
- エンジョイワ→クス
- OM砲（解散）
- オキシジェン
- お先にどうぞ
- うしろシティ
- オジンオズボーン
- オテンキ
- お祭りBoy
- 火災報知器
- ガシャァン
- がっつきたいか
- かつまたじゅんいち（「夕暮れ」を結成）
- カーネリアン
- ガルウィング
- 河口こうへい
- カンカン
- KICK☆
- ギフト☆矢野
- ギャルズ
- キラッキラーズ
- 黒田有彩[1]
- 孔雀団
- くらげライダー
- クロヤギ
- クロンモロン
- けいいちけいじ
- 小糸チクワ
- 小梅太夫
- コブラナッツ
- 坂爪進
- ザクマシンガン（解散）
- Jaaたけや
- JJポリマー
- ジェニーゴーゴー
- しゃばぞう
- じゅんご
- シマシマ
- シーランド
- 神宮寺しし丸
- 新宿カウボーイ
- ズドン
- スーパースター
- スパローズ
- スーパー5（ハッピーエンド田中・もっち・お先にどうぞ永島・メンチ・キラッキラーズ渡辺）
- 生徒会長金子
- 関口ジョニーズ
- 世界事情
- そらんちゅ（解散）
- たいがー・りー
- 代走みつくに
- タイムマシーン3号
- ダイモン
- タカギマコト
- たかしひでき
- 高橋小形
- 高橋卓也
- 竹内ヒロキ
- 田代32
- 黄昏アンティーク（解散）
- ダブルスコア
- ダブルダッチ（解散）
- 田村ゆきこ
- ダルメシアン（解散）
- 弾丸ビーンズ
- たんたんけんけんと千葉
- タンバリン
- チャーミング
- チョイチャック
- ツインクル
- ツインズ
- ツインプリン（島根さだよし・プリンプリン田中）
- D&D
- デイエノボル
- 電撃おばかさんブラザーズ（南部虎弾・ダンナ小柳）
- 東京タイツ
- どてちんレンジャー
- どぶろっく
- トミドコロ
- 友池さん
- ドラハッパー（解散）
- 鳥居孝行
- 2世代ターボ
- 中村康
- 二宮優樹
- BURN
- ハイエナ
- バイきんぐ
- ばいそん
- ばくれつパンダ
- パッチワーク
- ハッピーエンド
- 浜ロン
- 原田17才
- ハリウッドザコシショウ
- パワフルコンビーフ
- ビーグル38
- 響
- ピーマンズスタンダード
- ヒライケンジ
- ヒヨシンガシ
- ファインピース
- ブーブートレイン
- ブラックパイナーSOS
- フレンチトースターズ
- ブロッケン
- ほうらい
- ポケットパラダイス
- ボストンミルク（ホタテーズ）
- PンPコ
- 本日は晴天なり
- ポンピングプレイ
- まぁこ
- まいぱん（「湘南デストラーデ」を結成
- 牧野ステテコ
- マッサジル
- マッチポンプ（解散）
- みょーちゃん
- ムートン
- メインストリート
- めんこい内村
- モダンタイムス
- もっち（むねもっちを結成）
- 森山パンタ（ロビンソンを結成）
- モンチャック（解散）
- 山下カズオ
- やさしい雨
- や団
- ランチランチ
- RICAちゃん
- 龍勝
- レッドクリスマス
- ロビンフット
- 渡辺ラオウ
- ワンワンニャンニャン